# 美男高校地球防衛部LOVE！
《美男高校地球防卫部LOVE!》為日本原創電視動畫，2014年9月26日時发表制作决定消息。第一期于2015年1月至3月間播放。2015年8月9日宣佈製作第二期。第2期标题为《美男高校地球防卫部LOVE!LOVE!》，2016年7月开始在东京电视台系列播出，制作公司变更为第1季制作协力的STUDIO COMET。2017年3月18日宣布决定制作OVA《美男高校地球防卫部LOVE!LOVE!LOVE!》，并于2017年8月26日起在剧场限定上映。
在《美男高校地球防衛部》系列下，繼《美男高校地球防卫部LOVE!》後，以原有導演高松信司等製作人員，另外原創電視動畫《美男高校地球防衛部HAPPY KISS！》，推出並起用全新的主角群和配音員。自2018年4月8日起播放。

## 故事簡介
作品以「眉難高中」作為舞台（註：眉難的日文發音同美男），就讀該高中的男孩們忽然被宇宙飛來的兩個神秘生物劃分為必須保護地球的「防衛部」、以及必須征服地球的「征服部」，而作為防衛部的五人必須變身成愛的王位繼承者「Battle Lovers」展開對戰。

## 登场角色
姓氏全部以日本有名的溫泉為原型。其中，征服部的草津、有馬、下呂溫泉為日本三名泉。

### 防衛部／Battle Lovers
地球防衛部，又名甚麼都不做部。愛之戰士Battle Lovers 的五人戰隊。本來是一個無所事事的社團，後來遇上外星生物翁巴特後，遭強制成為戰士。每當學校有怪人出現時就會變身，身穿王子風造型戰衣與怪人戰鬥。
箱根有基（聲：山本和臣）
生日：1月26日，血型：O型，星座：水瓶座，興趣：活動身體，喜歡的東西：野獸、飯糰。
眉难高中一年级学生。自家经营着黑玉汤（温泉），有一个哥哥强罗，協助經營澡堂。
虽然说是笨蛋的话有点过分，不过是个超级天真烂漫的人。因認為終究要繼承澡堂而不重視學業成績，故成績堪憂；其國語成績長期零分。從來沒有生過病，因此第一次生病時非常嚴重。
喜欢软绵绵的东西。超级吃货。
- 属性：红·光；變身後：光輝王子 緋紅Scarlet

由布院烟（聲：梅原裕一郎）
生日：7月2日，血型：B型，星座：巨蟹座，兴趣：午睡，喜欢的东西：回笼觉、温泉馒头。
眉难高中三年级学生。总是我行我素、邋遢的人。
和鬼怒川性格完全相反，但两人却是互相称呼“小烟”“热史”这样良好的关系。
只要去做就能做好，但总是拿不出干劲。鬼怒川說自認識以來從沒見過他有精神和活力，為人被動。
小時候因為同樣喜歡吃咖哩而與熱史關係越來越好，之後成為形影不離的朋友。
- 属性：蓝·水；變身後：閃光王子 蔚藍Cerulean

鬼怒川热史（聲：西山宏太朗、金澤凜（少年時期））
生日：10月5日，血型：A型，星座：天秤座，兴趣：拼图游戏，喜欢的东西：浴池、温泉、咖喱。
眉难高中三年级学生。性格认真。由于认真的性格而总是忙于照顾由布院。眼镜男。
成绩优秀，仅次于草津，排在学年第二位。好像是有钱人家的少爷。
和草津是儿时的好友。小時候的某個晴夜，草津曾向流星祈願兩人永結金蘭，他也許諾兩人將是永遠的朋友。但後來初中某日放學時，他拒絕了草津到其家裡玩的邀請，寧可拿折扣券去吃激辣咖喱，結果撞上由布院，兩人因有同樣興趣和目的而結伴成友。尾隨目睹的草津認為鬼怒川違背了諾言而在下一個上課日時冷淡以對，兩人從此疏遠。
- 属性：绿·风；變身後：貫穿王子 翠綠Epinard

鸣子硫黄（聲：白井悠介）
生日：12月17日，血型：A型，星座：魔羯座/射手座 (爭議)，兴趣：投资与运用，喜欢的东西：钱、牛肉盖饭。
眉难高中二年级学生。虽然是高中生却擅長做外汇交易，性格亦十分慳吝，惜財如命。成績優秀，身家豐厚，故為同學所景慕。其理財能力和品位曾經為學生會所看上，下呂曾一度邀請他為學生會理財，惟最後為其所拒。
座右铭是“这世上钱就是一切！”，認為錢不會背叛自己。
与同为二年级的藏王是互相称呼“立”“硫黄”这样良好的关系。
- 属性：黄·土；變身後：轟鳴王子 硫磺Sulfur

藏王立（聲：增田俊树）
生日：3月13日，血型：B型，星座：双鱼座，兴趣：滑雪，喜欢的东西：女孩子、樱桃。
眉难高中二年级学生。
男神型（也有一说是自称的……）。自戀。
智能手机上接连不断地收到约会的邀请。
- 属性：粉红·炎；變身後：心跳王子 桃粉Vesta

翁巴特（聲：麦人）
生日：11月30日（換算成地球曆），血型：A型(大概)，星座：射手座，兴趣：世界和平，喜欢的东西：爱、菠菜。
为了从邪恶的宇宙人手中保护地球，让地球充满爱而从遥远的星球来到地球。
外表和地球上的袋熊很相似，因此被称作“翁巴特”。其外表粉红色，腰間帶著❤形。生氣時會操關西腔。
操縱著它意外傷害的俵山滿願（聲：麦人）老師在校內活動，用高科技避免了老師身體的腐壞但因草率對待而經常出狀況。因允諾有基答應進入戰隊的條件而須經歷每日一摸的苦難。

#### 前代Battle Lovers
箱根強羅（聲：杉田智和）
有基的哥哥。疼愛弟弟。常見他在自家澡堂的火爐邊司劈柴、控制燒水的工作，但其家澡堂乃自溫泉引水而無須劈柴燒水。長期以來為上學的有基做飯糰便當，偶爾也會做一般的便當。有基生病時會極度心慌意亂。
上一代的「Battle Lover」或「砍柴戰士」，英雄稱號為「Maximum強羅」，手持大斧，必殺技：砍柴光線、超級砍柴斧。在鰭足「會滅亡嗎」第1期的節目中，節目蓄意改變實際對話，將他弄成惡角，結果因能力過於出色，反而引得宇宙觀眾喜愛，破壞了鰭腳的企劃，促使宇宙電視台腰斬節目。曾在眉難樂園自螃蟹罐頭怪人手中救起別府兄弟，故兄弟倆極度崇拜他。
嘴廣前輩（聲：野島昭生）
勸誘強羅成為戰士。如翁巴特般為前代「Battle Lover」Maximum強羅的夥伴，但能協助戰鬥，能加成強羅的「超級砍柴斧」。外表如鯨頭鸛，全身主要藍羽，如翁巴特般有白色愛心在胸前。

### 學生會／征服部
表面是控制著眉難高中一切的學生會三人組，暗中聽從尊达的命令去征服世界。由於設想征服世界前須先征服學校，於是與防衛部的五人戰隊成為對手。行動時會穿著黑色的軍服造型的制服。第一期結束時與防衛部和解，第二期時赴海外短期留學，後來在防衛部面臨危機時，趕赴救援。
草津锦史郎（聲：神谷浩史、阿久津秀壽（少年時期））
生日：9月12日，血型：A型，星座：處女座，興趣：弓道，喜歡的東西：三十三間堂、金鍔燒、甜納豆。
眉难高中三年级学生。学生会会长。成绩是学年第一。和鬼怒川是小时候的朋友。两人曾经互相称呼“小热”、“小錦”，並約定要永遠當朋友，卻因為激辣咖喱事件而疏遠了。对于像由布院那样不修边幅的家伙和鬼怒川混在一起这种事感到不满。
討厭一切庸俗和愚蠢的事物，以及咖哩的味道。
属性：光辉·黄金；變身後：光輝黃金騎士 Orite
有马燻（聲：福山润）
生日：11月10日，血型：AB型，星座：天蠍座，興趣：西洋雙陸棋，喜歡的東西：西洋園藝、碳酸脆餅。
眉难高中三年级学生。学生会副会长。是最能理解草津苦恼的人。好像管家一样跟在草津身边。
属性：风薰·白银；變身後：風薰白銀騎士 Argent
下吕阿古哉（聲：寺岛拓笃）
生日：4月24日，血型：B型，星座：金牛座，興趣：芳香療法，喜歡的東西：美麗的事物、馬卡龍。
眉难高中二年级学生。天使一样的外表，天使一样的高洁。但是是那种被人愚弄就会生气的角色。不知为何似乎对藏王很不满的样子。
属性：花咲·珍珠；變身後：花開珍珠騎士 Perlite
尊噠（聲：安元洋贵）
生日：8月18日（換算成地球曆），血型：B型，星座：獅子座，興趣：秘密，喜歡的東西：食用蝸牛。
为了征服地球，从遥远的星球而来。當草津打開他買來的「毛豆泥餅」（ずんだ餅）的包裝後就和三人邂逅。外表和地球上的刺猬很相似，但外表是黄绿色的。说话时句尾会加上“哒”。
原宇宙電視台所屬第一編輯部第二課科長。在第1期時因企劃失敗貶職。第2期時，初期據傳已降職為AD，但實為宇宙電視台社史編集部複印系見習系長輔佐。積極謀劃新企劃來爭取復職，推動VEPPer與防衛部的決鬥節目。
噠噠恰之兄。已離婚，吃力地承擔著孩子的撫養費。

### 媒體研究部
第1期時是防衛部的敵人，與外星生物合作，協助直播星際娛樂節目。
城崎鋼（聲：森久保祥太郎）
媒體研究會會長。隱約覺得防衛部和新的Cosplay團體戰隊有關，而想以此在其校園生活網絡新聞網站上做新聞。第一彈推出了以師生羈絆為主題的新聞企劃“喜歡的老師”，對防衛部成員進行狗仔式追蹤。向外表是金魚的鰭腳匯報工作。
田澤益也（聲：井口祐一）
媒體研究會的攝影師。
鰭腳（聲：大竹宏）
表面上是媒體研究會室中飼養的金魚，與尊達同樣是外星生物，是尊噠的上司，尊噠稱他為部長，其上還有社長。媒體研究會隸屬其下，協助節目的拍攝，城崎會向他匯報工作。鰭腳發現他們雖然曾經征服無數星球而地球最難，是因為地球充滿笨蛋能力，即人類所謂的愛的緣故。由於上一個企劃的星球征服節目「會滅亡嗎」失敗，貶謫至社史室，故這次東山再起，再度挑戰策劃類似的節目。第2期時，得知降職為AD。

### 其他
奇怪的店主（聲：津田健次郎）
於第七集出現

### VEPPer
第2期起登場。眉難高中二年級多謎的留學交換生，銀河系偶像。自仙女座為電視節目「會滅亡嗎」的偶像強羅而來。在黑玉湯前築起豪宅，校內則通過各種比拼收服許多校內的學生，派出多名怪人與防衛部戰鬥。因受不了防衛部的遲鈍，向他們表明敵對的身份。兄弟是地球人，幼時曾在眉難樂園中為螃蟹罐頭怪人拐帶後挾持，為強羅所救。後因父親（聲：石塚運昇）調派仙女座支店而轉學至該處，因「會滅亡嗎」中支持惡角強羅的緣故而飽受外星同學霸凌。在「會滅亡嗎」節目宣佈腰斬後，因噠噠恰勸誘並為與強羅相遇，努力從事偶像事業，正值擁有冠名節目時，卻適逢「會滅亡嗎」2中防衛部大受歡迎而受挫。第2期完結時，在地球成為熱門偶像，和學校中收服的學生一樣，稱粉絲為別府Apes，並與防衛部、學生會交好。
別府月彥（聲：河本啟佑）
與日彥為雙胞胎，月彥為兄。擅長待人接物，但口舌毒辣。從事偶像藝人工作。好書法、長笛。討厭青椒。手持武器狀如毛筆。
兩兄弟皆對強羅抱有特殊的情感，並排斥有基。有受虐狂傾向。
別府日彥（聲：村上喜紀）
日彥為弟。言辭惡毒。同是偶像藝人。好盆景、騎馬。討厭胡蘿蔔。手持武器狀如園藝剪刀。
兩兄弟皆對強羅抱有特殊的情感，並排斥有基。有施虐狂傾向。
噠噠恰（聲：安元洋貴）
同樣來自外星球。別府兄弟的經紀人，也負責府邸中的膳食、怪人管理。尊噠之弟，相當敬愛兄長。
外貌類地球上的飛鼠，但身體是黃綠色的。ダダチャ是日本山形縣莊內地方的特產毛豆。
說話時句尾會帶“恰”。
別府兄弟在歌舞變身後，會將它擲在對方臉上以轉化為怪人。另外，也能夠撲在人臉上傳送他人的記憶。

### 怪人

#### 第1期怪人
- 知久和武/竹輪麩（日语：竹輪麩）怪人（聲：石田彰）

第一話出場。樣貌和才華天生平庸，高不成低不就，為自己在學校裡像路人一樣存在感極低而煩惱。
- 橋田割男/一次性筷子怪人（聲：小西克幸）

第二話出場。追求秩序，厭惡整除不盡的圓周率等，有整數、平分、整切的強迫症。在學校食堂中，因為衛生筷持續無法完整掰開而發怒。
- 黑鳥持手男/黑天鵝怪人（聲：遊佐浩二）

第三話出場。自戀狂。討厭重物，因為太重=提不起來（持てない）=不受歡迎（モテない）。據由布院煙所說，學校本欲聘任能出任排球（バレー）顧問的老師，卻因發音相近，意外聘請了芭蕾舞（バレエ）的他。該舞社完全沒有社員，故努力地對外宣傳，也同時為他自己拉票，力爭成為眉難高中每月舉辦的美男子大賽的第一名。然而該大賽的三甲，向為學生會三人所得外，在這次第1579回的大賽中，經過連串挫折，又眼見地球防衛部這黑馬可能出線，於是情緒爆發。能力是讓任何插上他的羽毛的人迷上自己。
- 五十顏親治/美少年怪人（聲：鳥海浩輔）

第四話出場。人稱“長著五十歲臉之男”，為自己的大叔臉感到自卑又懊惱的高中生。能力是大範圍年齡倒退、幻化成美少年。
- 宗佐圓覺/遙控器怪人（聲：江口拓也）

第五話出場。三年級B班生。忿於人生為父親所操縱成為其傀儡而厭恨遙控，化身成白色魷魚形的遙控器怪人。能力是用手上的遙控器遙控一切。
- 逸茂一番/螺絲怪人（聲：鈴村健一）

第六話出場。與鳴子同班，如其名字所諧音般（向來第一）長期居第一名，卻因說話腔調讓人覺得怪異，為同學譏之為少一根螺絲而沒有朋友，遠遠不如第二名卻受人景慕的鳴子，故視鳴子為眼中釘。發現學生會邀請鳴子進入學生會當會計後，又在成績排名上敗給鳴子，故化身成坦克形的螺絲怪人。能力是用砲管射出捕抓網，用機械手抓住四肢，然後胳肢腰窩搔癢。
- 古見翔/隱蔽怪人（聲：松岡禎丞）

第八話出場。二年級轉校生。沒有朋友的隱蔽青年，討厭學校，第一學期末入學，第二學期起便托流感不上學。家裡開便利商店，房間在商店樓上，尊達看上便利商店是人類頻密前往的地方而選上他。化成龜形炬燵怪人，能力是散發引起紛爭的負能量電波，凡關係越好者作用越佳，也能變身巨大化。正常後，願待家裡翻修完畢後叫上朋友到家裡去。
- 真桑[4]瓜也/甜瓜怪人（聲：綠川光）

第九話出場。不擅長察言觀色，自我意識過剩。正值尊達忿於處處被動，希望能夠主動出擊，於是找上他。化身為忍者裝束的甜瓜怪人，能力是佈置機關、憑空消失。約定防衛部5人上眉難山找他取所出謎題的謎底，在途中佈下種種機關，但防衛部卻毫髮無傷地成功登頂。
- 芽川類/眼鏡怪人（聲：代永翼）

第十話出場。一年級。認為自己是陽光爽朗型，可愛度不輸眼鏡娘的眼鏡男，自忖是棒球隊經理不二人選。但有基在人生首次的低燒後發生屬性轉換，突然戴上眼鏡後可愛度暴漲，結果遭許多運動社團爭取有基成為經理，連芽川所在的棒球部的部員也閃過讓有基當經理的期望。芽川忿於不再是可愛系男孩的第一位，化身為書呆子球棒獸造型的眼鏡怪人。能力是自眼鏡射出SKM光線，力量驚人，壓過有基以外的防衛部四人。因有基堅持自己是可愛的後輩，只想尋求學長保護而無法變身，防衛部四人苦戰將敗，最後是有基意外掉了眼鏡後清醒，恢復了變身能力，於是防衛部合力擊敗了芽川。芽川敗北前高喊：可愛即是罪過。

#### 第2期怪人
- 常磐都丸/沙漏怪人（聲：石田彰）

第一話出場。眉難高中學生，因為生日在4月2日，很討厭自己是同級生中最年長的人，故抗拒進化、變化、成長，只想活在當下。自稱時間停止者，能力是吐沙限制對手活動、光炮、龍捲風之穴。摧毀了防衛部第一期時的「愛的手鏈」，但不敵新的「TrueLove Bracelet」。
- 大宇曾造那/豆腐怪人（聲：保志總一朗）

第二話出場。眉難高中學生，自戀狂，好發妄言而眾人慍惱，卻完全認為是嫉羨自己的美麗所致。拜服美貌在自己之上的別府兄弟後，遭改造為內心纖細的豆腐怪人。
- 過足多賀瑠/麥克風怪人（聲：小西克幸）

第三話出場。眉難高中學生，朗誦詩人同好會的惟一會員。熱愛朗誦，自詡世界的代言人。聽聞防衛部代學生會往幼稚園做志願工作時嫉妒心爆發，遭化為麥克風怪人。能力「叫魂」能將漢字具現化並飛擲之，其中高筆劃數的「魂」字和沉重的「恨」字的破壞力極大。
- 阿蘭·塞爾瓦托/胸毛怪人（聲：子安武人）

第四話出場。意大利留學生，與伯納多（聲：子安武人）為雙胞胎。兩人本彼此友愛，但阿蘭為胸毛至上主義者，故對自己胸前滑溜無毛自卑，並對兄長濃密胸毛感到嫉妒，後化為胸毛怪人。絕技為「毛球激光」，能使對方體毛激長。
- 岡修造/黑色波巴怪人（聲：浪川大輔）

第五話出場。與已留級多年共11年未曾出賽大賽的熱血部長胸肩捊（聲：小山力也）為排球部惟二的部員，在其下接受訓練。某次訓練中承受不住而被放棄，心有不甘並自詡未發光的寶石的他，因嫉妒為部長發掘而關愛的有基而化身為怪人。造型酷似排球，顏色自稱外黑內煌，額鑲小顆排球。身體能吸收各種顏色的愛之力，彈跳力和攻擊力俱佳。角色名稱當是借自松岡修造。
- 熊野九呂四郎/熊貓怪人（聲：松岡禎丞）

第六話出場。別府兄弟下的Apes之一人，利用其羨慕心變為怪人。遇褒則強，遇嫉則巨大化。值鳴子、藏王冷戰中，持「可愛」為武器，大尅防衛部有基諸人，最後鳴子、藏王趕到現場並合力擊敗。
- 聖夜一人/馴鹿怪人（聲：中井和哉）

第七話出場。拉麵店的孩子，單身16年的眉難高中一年級生，因平安夜都要為店裡外送外賣而對聖誕節深有怨念，最後化為馴鹿怪人，要消滅地球上的聖誕節。別府兄弟因從聖誕節否定派轉為肯定派，在雙方的拉扯橫阻下並未成功，度過溫暖的聖誕節派對後，幸福感使他自然地回復了原貌。
- 仁藤真/雪人怪人（聲：花江夏樹）

第八話出場。眉難校友，五度重考美術大學中。借錢上補校，將自己的失敗理解為懷才不遇。能自由操作雪。襲擊黑玉湯，但遇上進入正月休息模式拒絕應戰的防衛部。
- 巧克力怪人A、B、C、D、E、F、G（聲：水島大宙）

第九話出場。他們本來都是別府兄弟下的Apes。因多年未曾收受巧克力積怨成恨，別府兄弟將他們化為怪人。有基吃下別府兄弟下藥的巧克力而亢奮，最終獨力將他們全數擊敗。
- 巡屋圓太郎/旋轉木馬怪人（聲：平川大輔）

第十話出場。別府兄弟下Apes之一員。因取笑即將倒閉的眉難樂園引怒別府兄弟變為怪人。身附32頁詳細設定卻瞬遭秒殺。本系列怪人中最不幸的一位。
- 螃蟹罐頭怪人（聲：速水獎）

第十話於別府兄弟的童年記憶中出現。在眉難樂園挾持別府兄弟，最後為Maximum強羅所斬；日後別府兄弟對強羅抱持強烈情感的開端。

#### OVA怪人
- 牡丹讓/第二钮扣怪人（聲：石田彰）

以高中毕业服钮扣为造型基础，武器为第二纽扣枪、毕业证书卷筒双节棍等。厌恶毕业仪式所造成与学长、前辈的别离。一度说服也不想要毕业典礼的有基脱落变身。但有基最后以更长远的无限未来的视角突破，在未变身的情况下施展「爱之祝贺」（Love Congratulation）击败之。

## 製作團隊
導演高松信司參考風與木之詩中的服裝設計眉難高中的校服。
|                     | 第1期                                                     | 第2期・OVA                                                |
| ------------------- | --------------------------------------------------------- | --------------------------------------------------------- |
| 原作                | 馬谷くらり                                                | 馬谷くらり                                                |
| 監督、音響監督      | 高松信司                                                  | 高松信司                                                  |
| 副監督              | 宮脇千鶴                                                  |                                                           |
| 概念設計            | 宮脇千鶴                                                  | 宮脇千鶴                                                  |
| 系列構成            | 横手美智子                                                | 横手美智子                                                |
| 人物設計            | 石川雅一                                                  | 原由美子                                                  |
| 副人物設計 道具設計 | 原由美子                                                  | 宮川知子                                                  |
| 總作畫監督          | 石川雅一、原由美子、野田康行                              | 宮川知子、高橋敦子                                        |
| 美術監督            | 武藤正敏                                                  | 武藤正敏                                                  |
| 色彩設計            | 上村修司                                                  | 津守裕子                                                  |
| 攝影監督            | 伊藤康行                                                  | 田中博章                                                  |
| 編輯                | 小島俊彦                                                  | 小島俊彦                                                  |
| 音樂                | yamazo                                                    | yamazo                                                    |
| 音樂製作            | 波麗佳音                                                  | 波麗佳音                                                  |
| 音樂製作人          | 中村伸一                                                  | 中村伸一                                                  |
| 製作人              | 川原陽子、清水美佳、新宿五郎、工藤雅世、大野亮介→杉浦綾香 | 川原陽子、清水美佳、新宿五郎、工藤雅世、大野亮介→杉浦綾香 |
| 動畫製作人          | 關山晃弘                                                  | 鵜飼浩史                                                  |
| 動畫製作            | Diomedéa                                                  | STUDIO COMET                                              |
| 製作                | 黒玉湯                                                    | 黒玉湯保存會                                              |

## 主題曲
第1期
片頭曲
作詞：hotaru，作曲、編曲：奧井康介
主唱：地球防衛部〔箱根有基（山本和臣）、由布院煙（梅原裕一郎）、鬼怒川熱史（西山宏太朗）、鳴子硫黃（白井悠介）、藏王立（增田俊樹）〕
第1、12話為片尾使用。
片尾曲
作詞：hotaru，作曲、編曲：eba
主唱：地球征服部〔草津錦史郎（神谷浩史）、有馬燻（福山潤）、下呂阿古哉（寺島拓篤）〕
第1.12話未使用。
插曲
作詞：hotaru，作曲、編曲：eba
主唱：地球防衛部〔箱根有基（山本和臣）、由布院煙（梅原裕一郎）、鬼怒川熱史（西山宏太朗）、鳴子硫黃（白井悠介）、藏王立（增田俊樹）〕
第2期
片頭曲「沸点突破☆LOVE IS POWER☆」
作詞 - hotaru，作曲・編曲 - eba，歌 - 地球防衛部［箱根有基（山本和臣）、由布院煙（梅原裕一郎）、鬼怒川熱史（西山宏太朗）、鳴子硫黄（白井悠介）、藏王立（増田俊樹）］
片尾曲「あなたは遥か一等星」
作詞 - hotaru，作曲・編曲 - 奥井康介，歌 - VEPPer［別府月彦（河本啟佑）、別府日彦（村上喜紀）］
OVA
「永遠未来☆LOVE YOU ALL☆」
作曲・編曲 - 高尾奏之介 / 歌 - 地球防衛部［箱根有基（山本和臣）、由布院煙（梅原裕一郎）、鬼怒川熱史（西山宏太朗）、鳴子硫黄（白井悠介）、蔵王立（増田俊樹）］
「心と心で」
作曲・編曲 - 園田健太郎 / 歌 - 地球防衛部［箱根有基（山本和臣）、由布院煙（梅原裕一郎）、鬼怒川熱史（西山宏太朗）、鳴子硫黄（白井悠介）、蔵王立（増田俊樹）］

## 各话标题
| 話數   | 日文標題 | 中文標題           | 劇本       | 分鏡       | 演出              | 作畫監督                                                                          |
| 第1期  | 第1期    | 第1期              | 第1期      | 第1期      | 第1期             | 第1期                                                                             |
| ------ | -------- | ------------------ | ---------- | ---------- | ----------------- | --------------------------------------------------------------------------------- |
| 第1話  |          | 以愛為名           | 橫手美智子 | 高松信司   | 宮脇千鶴          |                                                                                   |
| 第2話  |          | 愛是絕對不會後悔的 | 橫手美智子 | 大久保政雄 | 大久保政雄        | 川島尚                                                                            |
| 第3話  |          | 去愛吧，自戀狂！   | 高橋奈津子 | 木村泰大   | 木村泰大          | 大澤美奈                                                                          |
| 第4話  |          | 愛與青春的美少年   | 高松信司   | 高松信司   | 大町生            | 澤木巴登理                                                                        |
| 第5話  |          | 毫不吝嗇奪取愛     | 橫手美智子 | 高松信司   | 小坂春女          | 、荒川理惠                                                                        |
| 第6話  |          | 愛你在心口難開     | 高橋奈津子 | 三澤伸     | 西村博昭          | 安田祥子、池原百合子                                                              |
| 第7話  |          | 愛、合宿與牙刷     | 高橋奈津子 | 大久保政雄 | 大久保政雄        | 川島尚                                                                            |
| 第8話  |          | 愛在迷途           | 宮脇千鶴   | 宮脇千鶴   | 宮脇千鶴          | 岡本健一郎                                                                        |
| 第9話  |          | 愛比自尊強         | 橫手美智子 | 木村泰大   | 木村泰大          | 大澤美奈                                                                          |
| 第10話 |          | 愛，就是眼鏡       | 高橋奈津子 | 高松信司   | 大町生            | 澤木巳登理、白井英介                                                              |
| 第11話 |          | 以愛為名的試練     | 橫手美智子 | 大久保政雄 | 大久保政雄        | 川島尚                                                                            |
| 第12話 |          | 讓愛永遠           | 橫手美智子 | 高松信司   | 高松信司          | 中谷亞沙美、徳永さやか、山根理宏（機械）                                          |
| 第2期  |          |                    |            |            |                   |                                                                                   |
| 第1話  |          | 愛、重來！         | 横手美智子 | 大久保政雄 | 鈴木孝聰          | 川島尚、關根千奈未                                                                |
| 第2話  |          | 愛是虛幻的         | 横手美智子 | 三澤伸     | migmi             | 加藤壮                                                                            |
| 第3話  |          | 親愛的Brothers     | 高橋奈津子 | 濁川敦     | 濁川敦            | 花輪美幸、飯飼一幸、Cha Sang Hoon 白川茉莉、佐藤綾子、北村淳一                    |
| 第4話  |          | 愛的Synchronicity  | 高橋奈津子 |            | 高橋雄太          | 小林史緒里、小田真弓                                                              |
| 第5話  |          | 接受愛吧！         | 金杉弘子   | 葛谷直行   | 徐惠真            | 本田辰雄、小川紗依里                                                              |
| 第6話  |          | 任何人都會有其所愛 | 横手美智子 | 駒井一也   | 熨斗谷充孝        | 竹內由香里、中野祐貴                                                              |
| 第7話  |          | 愛與奇跡的聖誕節   | 金杉弘子   | 宇根信也   | 宇根信也          | 飯田清貴                                                                          |
| 第8話  |          | 愛意如雪           | 金杉弘子   | 三澤伸     | 鈴木恭兵          | 加藤壯                                                                            |
| 第9話  |          | 愛的化學物質       | 高橋奈津子 | 濁川敦     | 濁川敦            | 白川茉莉、櫻井拓郎、北村淳一 Synod、Cha Sang Hoon                                 |
| 第10話 |          | 愛與喝彩的每一天   | 横手美智子 | 三澤伸     | 高村雄太 宇根信也 | 關根千奈未、石堂伸晴、飯飼一幸、白川茉莉 長澤翔子、青木真理子、三浦春樹、八木元喜 |
| 第11話 |          | 正因為愛           | 横手美智子 | 本南宗吾郎 | 本南宗吾郎        | 關根千奈未、小川紗依里、福田瑞穗                                                  |
| 第12話 |          | 愛能拯救地球！     | 横手美智子 | 木村泰大   | 木村泰大          | 加藤壯、飯田清貴                                                                  |

## 播放电视台
日本深夜動畫：下文記載的日本国内播放時間使用日本標準時間（UTC+9）表示。因為部分時間标识會採用30小时制，因此請留意这类超过24:00的时间，其實際播放時間為翌日清晨。
| 播放地區   | 播放电视台    | 播放日期               | 播放时间（UTC+9）    | 所属联播网 | 备注           |
| 第1期      | 第1期         | 第1期                  | 第1期                | 第1期      | 第1期          |
| ---------- | ------------- | ---------------------- | -------------------- | ---------- | -------------- |
| 关东广域圏 | 东京电视台    | 2015年1月6日－3月24日  | 星期二 25:40 - 26:10 | 东京电视网 |                |
| 愛知县     | 愛知电视台    | 2015年1月6日－3月24日  | 星期二 27:05 - 27:35 | 东京电视网 |                |
| 大阪府     | 大阪电视台    | 2015年1月9日－3月27日  | 星期五 26:40 - 27:10 | 东京电视网 |                |
| 日本全國   | AT-X          | 2015年1月10日－3月28日 | 星期六 18:00 - 18:30 | 卫星电视   | 有重播         |
| 日本全國   | NICONICO直播  | 2015年1月10日－3月28日 | 星期六 22:00 - 22:30 | 網路電視   | 製作委員會參加 |
| 日本全國   | NICONICO頻道  | 2015年1月10日－3月28日 | 星期六 22:30 更新    | 網路電視   |                |
| 日本全國   | d Anime Store | 2015年1月17日－4月4日  | 星期六 12:00 更新    | 網路電視   |                |
| 第2期      |               |                        |                      |            |                |
| 关东广域圏 | 东京电视台    | 2016年7月7日－9月22日  | 星期四 26:35 - 27:05 | 东京电视网 |                |
| 大阪府     | 大阪电视台    | 2016年7月9日－9月24日  | 星期六 26:30 - 27:00 | 东京电视网 |                |
| 日本全國   | BS日本        | 2016年7月10日－9月25日 | 星期日 24:35 - 25:05 | 卫星电视   | 有重播         |
| 愛知县     | 愛知电视台    | 2016年7月11日－9月26日 | 星期一 26:05 - 26:35 | 东京电视网 |                |
| 日本全國   | AT-X          | 2016年7月13日－9月28日 | 星期三 23:30 - 24:00 | 卫星电视   | 有重播         |

| 播放地區 | 播放电视台 | 播放日期                 | 播放时间（以下為當地時間） | 所属联播网  | 备注       |
| 第1期    | 第1期      | 第1期                    | 第1期                      | 第1期       | 第1期      |
| -------- | ---------- | ------------------------ | -------------------------- | ----------- | ---------- |
| 臺灣     | Animax     | 2016年11月7日－11月18日  | 每天 22:30－23:00          | 有線電視    | 有重播時段 |
| 臺灣     | Animax HD  | 2017年4月5日－4月16日    | 每天 22:30－23:00          | 中華電信MOD | 有重播時段 |
| 香港     | Animax     | 2016年11月10日－11月30日 | 星期三至四 20:00－21:00    |             | 有重播     |

## BD / DVD
| 卷數  | 發售日         | 收錄話數        | 規格編號   | 規格編號   |
| 卷數  | 發售日         | 收錄話數        | BD         | DVD        |
| 第1期 | 第1期          | 第1期           | 第1期      | 第1期      |
| ----- | -------------- | --------------- | ---------- | ---------- |
| 1     | 2015年3月18日  | 第1話 - 第2話   | PCXG-50461 | PCBG-52681 |
| 2     | 2015年4月15日  | 第3話 - 第4話   | PCXG-50462 | PCBG-52682 |
| 3     | 2015年5月20日  | 第5話 - 第6話   | PCXG-50463 | PCBG-52683 |
| 4     | 2015年6月17日  | 第7話 - 第8話   | PCXG-50464 | PCBG-52684 |
| 5     | 2015年7月15日  | 第9話 - 第10話  | PCXG-50465 | PCBG-52685 |
| 6     | 2015年8月19日  | 第11話 - 第12話 | PCXG-50466 | PCBG-52686 |
| 第2期 |                |                 |            |            |
| 1     | 2016年9月21日  | 第1話 - 第2話   | PCXG-50571 | PCBG-52971 |
| 2     | 2016年10月19日 | 第3話 - 第4話   | PCXG-50572 | PCBG-52972 |
| 3     | 2016年11月16日 | 第5話 - 第6話   | PCXG-50573 | PCBG-52973 |
| 4     | 2016年12月21日 | 第7話 - 第8話   | PCXG-50574 | PCBG-52974 |
| 5     | 2017年1月18日  | 第9話 - 第10話  | PCXG-50575 | PCBG-52975 |
| 6     | 2017年2月15日  | 第11話 - 第12話 | PCXG-50576 | PCBG-52976 |

## 外部連結
- （日語）電視動畫第1期「美男高校地球防衛部LOVE！」官方網站 （页面存档备份，存于）
- （日語）電視動畫第2期「美男高校地球防衛部LOVE！LOVE！」官方網站 （页面存档备份，存于）
- （日語）OVA「美男高校地球防衛部LOVE！LOVE！LOVE！」官方網站 （页面存档备份，存于）
- （日語）動畫電影「美男高校地球防衛部ETERNAL LOVE！」官方網站 （页面存档备份，存于）
- （日語）美男高校地球防衛部LOVE!（東京電視台） （页面存档备份，存于）
- （日語）美男高校地球征服部LOVE! | 波麗佳音網路漫畫
- （日語）美男高校地球防衛部LOVE! 官方的X（前Twitter）
- （日語）美男高校地球防衛部LOVE!GAME!
- （日語）美男高校地球防衛部LOVE!GAME!的X（前Twitter）